# Pleuridium costesii
Pleuridium costesii är en bladmossart som beskrevs av Thériot 1921. Pleuridium costesii ingår i släktet sylmossor, och familjen Ditrichaceae. Inga underarter finns listade i Catalogue of Life.